# Natação no Campeonato Mundial de Esportes Aquáticos de 2013 - 200 m livre feminino
A prova dos 200 metros livre feminino da natação no Campeonato Mundial de Esportes Aquáticos de 2013 ocorreu nos dias 30 de julho e 31 de julho no Palau Sant Jordi  em Barcelona.

## Recordes
Antes desta competição, os recordes mundiais e do campeonato nesta prova eram os seguintes:
| Tipo                  | Atleta              | Tempo   | Local | Data                |
| --------------------- | ------------------- | ------- | ----- | ------------------- |
|                       | Federica Pellegrini | 1:52.98 | Roma  | 29 de julho de 2009 |
| Recorde do campeonato | Federica Pellegrini | 1:52.98 | Roma  | 29 de julho de 2009 |

## Medalhistas
| Ouro                 | Prata                     | Bronze               |
| Missy Franklin (USA) | Federica Pellegrini (ITA) | Camille Muffat (FRA) |

## Resultados

### Eliminatórias
Esses foram os resultados das eliminatórias.
| Pos. | Bateria | Raia | Nadadora             | Nacionalidade  | Tempo   | Notas |
| ---- | ------- | ---- | -------------------- | -------------- | ------- | ----- |
| 1    | 5       | 4    | Camille Muffat       | França         | 1:56.53 | Q     |
| 2    | 4       | 3    | Katinka Hosszú       | Hungria        | 1:56.73 | Q     |
| 3    | 5       | 5    | Federica Pellegrini  | Itália         | 1:56.79 | Q     |
| 4    | 5       | 6    | Charlotte Bonnet     | França         | 1:56.82 | Q     |
| 5    | 4       | 4    | Missy Franklin       | Estados Unidos | 1:56.90 | Q     |
| 6    | 3       | 6    | Melanie Costa        | Espanha        | 1:57.01 | Q     |
| 7    | 3       | 4    | Bronte Barratt       | Austrália      | 1:57.14 | Q     |
| 8    | 4       | 6    | Femke Heemskerk      | Países Baixos  | 1:57.44 | Q     |
| 9    | 4       | 5    | Sarah Sjöström       | Suécia         | 1:57.64 | Q     |
| 10   | 3       | 5    | Kylie Palmer         | Austrália      | 1:57.67 | Q     |
| 11   | 4       | 7    | Shannon Vreeland     | Estados Unidos | 1:58.08 | Q     |
| 12   | 4       | 2    | Alice Mizzau         | Itália         | 1:58.10 | Q     |
| 13   | 3       | 3    | Michelle Coleman     | Suécia         | 1:58.17 | Q     |
| 14   | 3       | 2    | Qiu Yuhan            | China          | 1:58.38 | Q     |
| 15   | 5       | 8    | Samantha Lucie-Smith | Nova Zelândia  | 1:58.87 | Q     |
| 16   | 5       | 2    | Barbara Jardin       | Canadá         | 1:58.93 | Q     |
| 17   | 5       | 0    | Chihiro Igarashi     | Japão          | 1:59.00 |       |
| 18   | 3       | 1    | Viktoriya Andreyeva  | Rússia         | 1:59.02 |       |
| 19   | 3       | 8    | Karin Prinsloo       | África do Sul  | 1:59.15 |       |
| 20   | 5       | 3    | Veronika Popova      | Rússia         | 1:59.31 |       |

| Ver o restante da classificação | Ver o restante da classificação | Ver o restante da classificação | Ver o restante da classificação | Ver o restante da classificação | Ver o restante da classificação | Ver o restante da classificação |
| Pos.                            | Bateria                         | Raia                            | Nadadora                        | Nacionalidade                   | Tempo                           | Notas                           |
| ------------------------------- | ------------------------------- | ------------------------------- | ------------------------------- | ------------------------------- | ------------------------------- | ------------------------------- |
| 21                              | 5                               | 7                               | Samantha Cheverton              | Canadá                          | 1:59.43                         |                                 |
| 22                              | 3                               | 0                               | Manuella Lyrio                  | Brasil                          | 1:59.52                         | Recorde sul-americano           |
| 23                              | 4                               | 1                               | Patricia Castro                 | Espanha                         | 2:00.36                         |                                 |
| 24                              | 4                               | 8                               | Nina Rangelova                  | Bulgária                        | 2:00.41                         |                                 |
| 25                              | 5                               | 1                               | Eleanor Faulkner                | Reino Unido                     | 2:00.56                         |                                 |
| 26                              | 3                               | 7                               | Shen Duo                        | China                           | 2:00.82                         |                                 |
| 27                              | 2                               | 4                               | Natthanan Junkrajang            | Tailândia                       | 2:01.02                         |                                 |
| 28                              | 4                               | 9                               | Alexandra Wenk                  | Alemanha                        | 2:01.60                         |                                 |
| 29                              | 3                               | 9                               | Quah Ting Wen                   | Singapura                       | 2:02.57                         |                                 |
| 30                              | 5                               | 9                               | Liliana Ibáñez                  | México                          | 2:02.61                         |                                 |
| 31                              | 2                               | 6                               | Julia Hassler                   | Liechtenstein                   | 2:02.76                         |                                 |
| 32                              | 2                               | 2                               | Jūratė Ščerbinskaitė            | Lituânia                        | 2:03.88                         |                                 |
| 33                              | 4                               | 0                               | Sze Hang Yu                     | Hong Kong                       | 2:04.19                         |                                 |
| 34                              | 2                               | 3                               | Eygló Ósk Gústafsdóttir         | Islândia                        | 2:04.66                         |                                 |
| 35                              | 2                               | 7                               | Pamela Benitez                  | El Salvador                     | 2:05.43                         |                                 |
| 36                              | 2                               | 8                               | Elisbet Gamez                   | Cuba                            | 2:05.54                         |                                 |
| 37                              | 2                               | 1                               | Andrea Cedrón                   | Peru                            | 2:08.14                         |                                 |
| 38                              | 2                               | 9                               | Maria Lopez Nery                | Paraguai                        | 2:09.81                         | Recorde nacional                |
| 39                              | 1                               | 5                               | Matelita Buadromo               | Fiji                            | 2:12.31                         |                                 |
| 40                              | 2                               | 0                               | Gabrielle Ponson                | Aruba                           | 2:13.01                         |                                 |
| 41                              | 1                               | 4                               | Alexis Clarke                   | Barbados                        | 2:14.44                         |                                 |
| 42                              | 1                               | 3                               | Yara Lima                       | Angola                          | 2:16.01                         |                                 |
| 43                              | 1                               | 6                               | Sofia Shah                      | Nepal                           | 2:31.79                         | Recorde nacional                |
| 44                              | 1                               | 2                               | Aminath Shajan                  | Maldivas                        | 2:32.05                         |                                 |
| 45                              | 2                               | 5                               | Sycerika McMahon                | Irlanda                         | 99.99                           | DNS                             |

### Semifinal
Esses foram os resultados das semifinais.
Semifinal 1
| Pos. | Raia | Nadadora         | Nacionalidade | Tempo   | Notas |
| ---- | ---- | ---------------- | ------------- | ------- | ----- |
| 1    | 3    | Melanie Costa    | Espanha       | 1:56.19 | Q     |
| 2    | 2    | Kylie Palmer     | Austrália     | 1:56.53 | Q     |
| 3    | 5    | Charlotte Bonnet | França        | 1:56.63 | Q     |
| 4    | 4    | Katinka Hosszú   | Hungria       | 1:56.80 |       |
| 5    | 6    | Femke Heemskerk  | Países Baixos | 1:56.98 |       |
| 6    | 7    | Alice Mizzau     | Itália        | 1:58.05 |       |
| 7    | 8    | Barbara Jardin   | Canadá        | 1:58.66 |       |
| 8    | 1    | Qiu Yuhan        | China         | 1:59.20 |       |

Semifinal 2
| Pos. | Raia | Nadadora             | Nacionalidade  | Tempo   | Notas |
| ---- | ---- | -------------------- | -------------- | ------- | ----- |
| 1    | 5    | Federica Pellegrini  | Itália         | 1:55.78 | Q     |
| 2    | 3    | Missy Franklin       | Estados Unidos | 1:56.05 | Q     |
| 3    | 4    | Camille Muffat       | França         | 1:56.28 | Q     |
| 4    | 2    | Sarah Sjöström       | Suécia         | 1:56.38 | Q     |
| 5    | 7    | Shannon Vreeland     | Estados Unidos | 1:56.76 | Q     |
| 6    | 1    | Michelle Coleman     | Suécia         | 1:56.90 |       |
| 7    | 6    | Bronte Barratt       | Austrália      | 1:57.18 |       |
| 8    | 8    | Samantha Lucie-Smith | Nova Zelândia  | 1:59.26 |       |

### Final
Esse foi o resultado da final. 
| Pos.              | Raia | Nadadora            | Nacionalidade  | Tempo   | Notas |
| ----------------- | ---- | ------------------- | -------------- | ------- | ----- |
| Medalha de ouro   | 5    | Missy Franklin      | Estados Unidos | 1:54.81 |       |
| Medalha de prata  | 4    | Federica Pellegrini | Itália         | 1:55.14 |       |
| Medalha de bronze | 6    | Camille Muffat      | França         | 1:55.72 |       |
| 4                 | 2    | Sarah Sjöström      | Suécia         | 1:56.63 |       |
| 5                 | 3    | Melanie Costa       | Espanha        | 1:57.04 |       |
| 6                 | 7    | Kylie Palmer        | Austrália      | 1:57.14 |       |
| 7                 | 8    | Shannon Vreeland    | Estados Unidos | 1:57.41 |       |
| 8                 | 1    | Charlotte Bonnet    | França         | 1:57.56 |       |

Legenda
| Recorde mundial       | Recorde mundial (World record)               |                       | Recorde africano                      | Recorde africano (African) |                                           | Q | Classificado por posição (Qualified) |
| Recorde do campeonato | Recorde do campeonato (Championship record)  | Recorde da América    | Recorde da América (Americas)         | q                          | Classificado por melhor tempo (Qualified) |   |                                      |
| Melhor marca do ano   | Melhor marca do ano (World leading)          | Recorde asiático      | Recorde asiático (Asian)              | DNS                        | Não largou (Did not start)                |   |                                      |
| Recorde nacional      | Recorde nacional (National record)           | Recorde europeu       | Recorde europeu (European)            | DNF                        | Não terminou (Did not finish)             |   |                                      |
| Recorde pessoal       | Recorde pessoal do atleta (Personal best)    | Recorde da Oceania    | Recorde da Oceania (Oceania)          | DSQ / DQ                   | Desclassificado (Disqualified)            |   |                                      |
| Recorde da temporada  | Recorde da temporada do atleta (Season best) | Recorde sul-americano | Recorde sul-americano (South America) | NM                         | Sem marca (No mark)                       |   |                                      |